# Oliver Baumann
Oliver Baumann (* 2. Juni 1990 in Breisach am Rhein) ist ein deutscher Fußballtorhüter, der seit 2014 bei der TSG 1899 Hoffenheim unter Vertrag steht.

## Karriere

### Vereine

#### Junioren-Stationen in Bad Krozingen und Freiburg
Oliver Baumann spielte von der F-Jugend bis zum ersten D-Jugendjahr beim FC Bad Krozingen. Danach wechselte er 2002 in die Jugend des SC Freiburg. Dort erreichte er in der Saison 2007/08 die Endrunde der A-Junioren-Meisterschaft. Nachdem man sich im Halbfinale gegen die U-19 des 1. FC Köln durchgesetzt hatte, gewann der SC auch gegen den VfL Wolfsburg mit 2:0 und wurde deutscher A-Jugendmeister. In der folgenden Saison gewann Baumann mit der Mannschaft den DFB-Junioren-Vereinspokal 2008/09 mit einem Endspielsieg über Borussia Dortmund, einen Monat später trafen sie im Halbfinale der Endrunde um die A-Junioren-Meisterschaft erneut auf Dortmund; diesmal scheiterten sie jedoch.

#### SC Freiburg
Am 8. August 2009 absolvierte Baumann seine Premiere beim 0:0 der Amateure des SC Freiburg gegen die Stuttgarter Kickers; es sollten noch 19 Saisonspiele folgen. Im August 2009 saß er ebenfalls erstmals bei der ersten Mannschaft in der Bundesliga und im DFB-Pokal auf der Bank. Am 8. Mai 2010, dem letzten Spieltag der Saison 2009/10, gab er sein Profidebüt in der Startelf beim 3:1-Erfolg gegen Borussia Dortmund. Danach war er vier Jahre lang Stammtorhüter des SC Freiburg. In der Saison 2013/14 unterliefen Baumann drei Fehler gegen den HSV, der 3:0 gewann; Trainer Streich hielt dennoch an ihm als Stammtorwart fest. Direkt am folgenden Spieltag zahlte sich das Vertrauen aus: Baumann wehrte beim 3:0-Auswärtssieg in Nürnberg zwölf Torschüsse (bis dahin Ligarekord) ab und wurde zum Spieler des Tages gewählt. Am 10. Juni 2010 verlängerte er seinen Vertrag beim SC Freiburg bis zum Jahr 2014, im Sommer 2011 um ein weiteres Jahr.

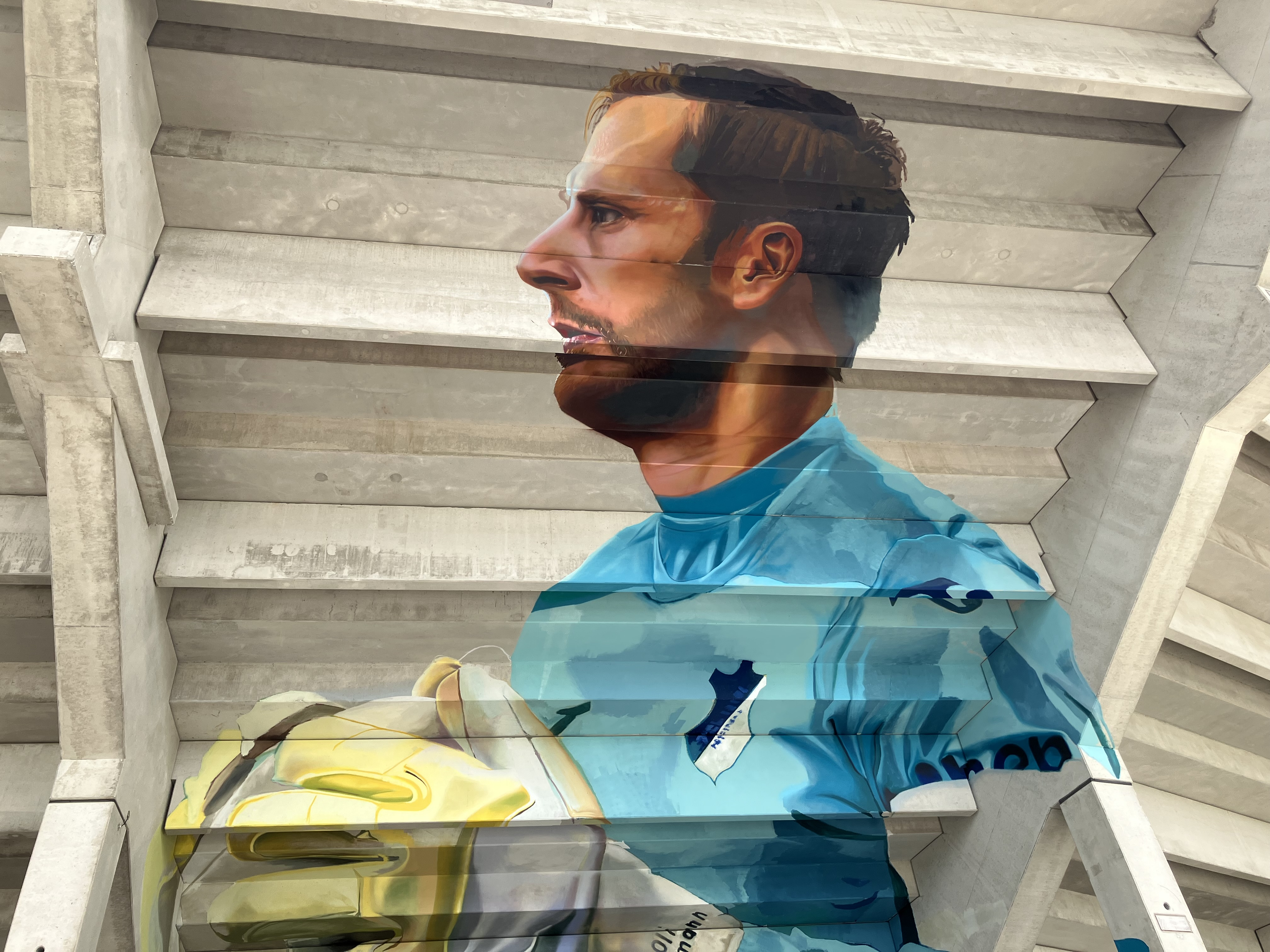
Wandbild von Baumann in der PreZero Arena (2024)

#### TSG 1899 Hoffenheim
Zur Saison 2014/15 wechselte Baumann zur TSG 1899 Hoffenheim. Bei seinem neuen Verein wurde Baumann auf Anhieb Stammtorhüter und stand bis zu einer Meniskusverletzung im Januar 2020, bei 185 von 187 Bundesliga-Spielen in der Startelf der TSG 1899 Hoffenheim. Unter Trainer Julian Nagelsmann nahm Baumann mit Hoffenheim in der Spielzeit 2017/18 an der UEFA Europa League und in der Spielzeit 2018/2019 an der UEFA Champions League teil, beides Mal scheiterte man allerdings schon in der Gruppenphase. Der Torwart lief oft als Kapitän der Mannschaft auf und wurde Führungsspieler der Mannschaft. In der Saison 2020/2021 wurde Baumann als „Elfmeterkiller“ bekannt, indem er 5/9 Elfmeter halten konnte. Am 18. September 2022 absolvierte er beim 0:0 gegen den SC Freiburg sein 400. Bundesligaspiel, zugleich sein 100. ohne Gegentor. Nach dem Karriereende von Benjamin Hübner im Dezember 2022 wurde Baumann der neue Kapitän der TSG. Für die Spielzeit 2022/23 wurde Oliver Baumann von den Fans der TSG Hoffenheim zum Spieler der Saison gewählt. Außerdem überholte er in dieser Saison Sebastian Rudy, den bisherigen Rekordspieler mit den meisten Einsätzen für die TSG. Mitte September 2023 absolvierte Baumann gegen den 1. FC Köln sein 300. Bundesligaspiel für die Hoffenheimer. Für diesen Meilenstein wurde er mit einem Wandbild im Umlauf der Südkurve der PreZero Arena geehrt.
Sein Vertrag in Hoffenheim läuft bis Sommer 2026.

### Nationalmannschaft
Baumann spielte schon in der deutschen U18 und U19. In der U18 hatte er 2008 einen Einsatz, in der U19 absolvierte er von 2008 bis 2009 sieben Spiele. 2010 spielte er in der deutschen U20-Nationalmannschaft und bestritt dort zwei Spiele. Am 3. September 2010 gab er sein Debüt in der deutschen U21 gegen Tschechien im Rahmen der EM-Qualifikation.
Am 28. Mai 2013 wurde Baumann von Trainer Rainer Adrion in das endgültige Aufgebot für die U21-Europameisterschaft 2013 in Israel berufen. Am dritten Spieltag absolvierte er beim 2:1-Sieg gegen Russland sein einziges Spiel bei diesem Turnier.
Im September 2020 wurde Baumann von Bundestrainer Joachim Löw erstmals für zwei Spiele in der UEFA Nations League in den Kader der deutschen Nationalmannschaft berufen, blieb jedoch ohne Einsatz. Im November erfolgte eine erneute Nominierung Baumanns. Jedoch musste er sich aufgrund mehrerer positiver COVID-19-Tests bei seinem Verein TSG 1899 Hoffenheim auf behördliche Anordnung in häusliche Isolation begeben und die Nationalmannschaft verlassen.
Im Mai 2024 wurde er von Bundestrainer Julian Nagelsmann in den Kader für die Europameisterschaft im eigenen Land berufen. Zum Einsatz kam er jedoch nicht. Am 14. Oktober 2024 feierte er als Vertreter des für längere Zeit verletzten Stammkeepers Marc-André ter Stegen im Nations-League-Rückspiel gegen die Niederlande in München (1:0) sein Debüt für die DFB-Elf.

## Titel
- Deutscher A-Junioren-Meister: 2008
- Deutscher A-Junioren-Pokalsieger: 2009
- Meister der A-Junioren Bundesliga Süd/Südwest: 2009

## Persönliches
Im Jahr 2006 besuchte Baumann die Max Weber-Schule in Freiburg. Baumann gründete im Februar 2023 den gemeinnützigen Verein Olis Kinderwelt e. V., welcher hauptsächlich Kinder unterstützen möchte. Dazu gehören beispielsweise Projekte für Kinder mit geistigen und/oder körperlichen Beeinträchtigungen.